# At the Rainbow
At the Rainbow è il primo album dal vivo del gruppo progressive rock olandese Focus, pubblicato nel 1973.

## Tracce
Side 1
1. Focus III (Thijs van Leer) – 3:52
2. Answers? Questions! Questions? Answers! (Jan Akkerman, Bert Ruiter) – 11:29
3. Focus II (van Leer) – 4:36

Side 2
1. Eruption (Excerpt): (Tom Barlage, van Leer) – 8:28
  - Orfeus
  - Answer
  - Orfeus
  - Answer
  - Pupilla
  - Tommy
  - Pupilla
2. Hocus Pocus (Akkerman, van Leer) – 8:30
3. Sylvia (van Leer) – 2:47
4. Hocus Pocus (Reprise) (Akkerman, van Leer) – 2:46

## Formazione
- Thijs van Leer – voce, tastiere, flauto
- Jan Akkerman – chitarre
- Bert Ruiter – basso
- Pierre van der Linden – batteria